# عشماوي (فلم)
عشماوي  فيلم دراما مصري للمخرج علاء محجوب (في ظهوره الثاني في الإخراج بعد شاهد إثبات) عام 1987 عن قصة مدير الإنتاج والمؤلف عادل أبو الفتوح  وكتب السيناريو والحوار السيناريست والمخرجة إيناس بكر. الفيلم من بطولة فريد شوقي، هالة فؤاد، دلال عبدالعزيز، محمد وفيق، وإبراهيم خان  وتدور الأحداث حول مساعد الشرطة «أحمد» المسؤول عن تنفيذ أحكام الإعدام ومعاناة ابنته من مرض الفشل الكلوي وحاجتها الماسة للمال مما يدفع زوجها «فتحي» للسرقة التي تتحول إلى جريمة قتل.
صدر الفيلم إلى دور العرض المصرية في 2 نوفمبر 1987.
منح موقع قاعدة بيانات الأفلام على الإنترنت (IMDB) الفيلم درجة 4.9/ 10.
منح موقع قاعدة بيانات الأفلام العربية «السينما.كوم» الفيلم درجة 5.9/ 10.

## طاقم التمثيل
فريد شوقي: في دور الصول محمد حسن المنزلاوي (عشماوي)
هالة فؤاد: في دور منى المنزلاوي (طالبة كلية الحقوق)
دلال عبد العزيز: في دور عواطف المنزلاوي (مريضة الفشل الكلوي)
محمد وفيق: في دور فتحي برهان (صراف شركة وزوج عواطف)
إبراهيم خان: في دور مصطفى ذهني/ أدهم المنزلاوي (زعيم العصابة)
نعيمة الصغير: في دور حماة عشماوي
شروق: في دور زوجة مصطفى ذهني (الراقصة)
يوسف فوزي: في دور شلقاني (من رجال مصطفى ذهني)
حمدي حافظ: في دور المقدم سمير حسين
سوسن ربيع: في دور سعاد (صديقة منى وابنة مأمور السجن)
عاطف طنطاوي: في دور رئيس المباحث
عبد الجواد متولي: في دور العميد حسين (مأمور سجن طره)
طارق مندور: في دور جراح الكلى
أحمد عطية: في دور دري
سيد مصطفى: في دور حارس الأمن
مطاوع عويس: في دور عطوه (البواب)
عبد السلام الدهشان: في دور ضابط المباحث يوسف
مصطفى كمال: في دور مأمور سجن الاستئناف
إبراهيم الدالي: في دور فاروق (المحامي)
أمنية جمال زكريا: في دور الطفلة مها فتحي برهان
رضوى جمال زكريا: في دور الطفلة نبيلة فتحي برهان
بالاشتراك مع: رجاء أمين

## أحداث الفيلم
يتعرض فتحي برهان (محمد وفيق)، الصراف بالشركة الوطنية للوجبات الجاهزة، لأزمة مالية كبيرة بسبب مرض زوجته عواطف محمد حسن (دلال عبد العزيز) بالفشل الكلوي وحاجتها الماسة لجراحة زراعة الكلى. يطلب الطبيب (طارق مندور) مبلغ 50 ألف جنيه تكاليف الكلية وزرعها، ولا يتحمل فتحي حالة زوجته ويوافق على الاشتراك مع عصابة مصطفى ذهني (إبراهيم خان) للسطو على خزانة الشركة، ويزامله في السرقة رجال المعلم ذهني: شلقاني (يوسف فوزي) ودري (أحمد عطية). يهاجم الرجال الشركة وعلى وجوههم الأقنعة ولكن حارس الأمن يشعر بحركة اللصوص، ويتمكن من نزع قناع فتحي ولكن شلقانى يسارع بإطلاق الرصاص عليه، ويفر هاربا مع زميله درى، بينما يتشبث فتحي بحقيبة النقود وبها نصف مليون جنيه. يفر الجميع، بينما يصل حارس أمن ثانى (سيد مصطفى) ويسمع زميله يهمس باسم فتحي قبل أن يلفظ أنفاسه الأخيره. يأخذ فتحي 50 ألف جنيه من الحقيبة، ويقوم بدفن الباقي في مكان أمين، ويصطحب زوجته للمستشفى. يلقي المقدم سمير (حمدي حافظ) القبض على فتحي الذي يعترف أمام النيابة بالسرقة، وينكر قتل الحارس، ولا يبلغ عن شركائه وهو يطمع في محاولتهم إخراجه من محبسه. كان فتحي متزوجاً من عواطف ابنة الصول محمد حسن المنزلاوي (فريد شوقي)، الذي يلقب باسم «عشماوي» (منفذ أحكام الإعدام)، ويعيش مع زوجته زينب (رجاء أمين)، وحماته فكيهه (نعيمة الصغير)، وإبنته طالبة كلية الحقوق منى (هالة فؤاد)، والتي تعاني من تهكم زميلاتها عليها، فهي ابنة عشماوي الذي يقتل الناس، ولم تكن لها صديقة سوى سعاد (سوسن ربيع) ابنة العميد حسين (عبد الجواد متولي) مأمور السجن، الذي يعمل به محمد حسن والد منى. كانت منى تتمنى أن يطلب والدها التقاعد وترك هذا العمل الدموي، وأصبحت تخشى لو حكم على فتحي بالإعدام، أن ينفذ والدها الحكم فيه، وهي لا تعلم أن القانون يمنع عشماوي من شنق أقربائه. تتكلل جراحة عواطف بالنجاح، وتعلم ما حدث لزوجها فتحي، وتضحيته بنفسه من أجلها، ويطمأنها والدها على موقفه، بشرط أن يدلي بمعلومات عن شركائه. يتطوع المحامي فاروق (إبراهيم الدالي) للدفاع عن فتحي، بدعوى اكتساب الشهرة، ولكنه في الواقع كان مكلف من طرف زعيم العصابة ذهني. يدرك فتحي صعوبة موقفه ويعترف على زعيم العصابة مصطفى ذهني، وهو لا يدري أن «ذهني» هو اسما وهميا. يرفض فتحي الإعتراف بمكان المال المسروق، وتحيل المحكمة أوراقه فتحي إلى المفتي (إشارة إلى الحكم بالإعدام شنقاً). يحاول المقدم سمير معرفة مكان المال، بأى وسيلة، لإثبات براءة فتحي من القتل، بعد أن شعر ببرائته، كما أن المقدم وقع في حب منى شقيقة عواطف. يحاول زعيم العصابة تهريب فتحي من السجن، عن طريق تهديد مأمور السجن بخطف ابنته سعاد، ولكن رجاله يقوموا بخطف منى بدلا من سعاد، ويكتشف زعيم العصابة أن اسم المختطفة «منى محمد حسن المنزلاوى»، وهنا يدرك أنها ابنة أخيه، فقد كان زعيم العصابة مصطفى ذهني اسمه الحقيقي «أدهم حسن المنزلاوى»، وكان يشرف على تربيته، شقيقه الأكبر محمد، فلما فشل أدهم في التعليم، وانحرف سلوكه، قام شقيقه بطرده من بيته ليتزعم عصابة ويصبح من كبار المجرمين. يقرر المقدم سمير إنقاذ منى، بعد اعتراف فتحي بمكان المال، ويقوم بتسريب خبر إعدام فتحي للصحف ليوهم الخاطف بإعدام فتحي، بينما تقوم عواطف بتقديم عرض للعصابة عن طريق المحامي فاروق، الذي تبين بوضوح ضلوعه مع العصابة، وذلك بالإفراج عن شقيقتها مقابل خريطة بمكان المال. توافق العصابة على العرض، ويخشى الشلقاني من التضحية به، بعد أن كشف علاقة أدهم بمنى وعواطف، وهكذا أطلق النار على أدهم في لحظة مهاجمة الشرطة للعصابة والقبض عليهم. يعترف أدهم قبل موته بأن فتحى برئ، وأن الشلقاني هو القاتل، ويسارع المقدم سمير ليطلب من النائب العام إيقاف إعدام فتحي، ولكنه لا يجده في مكتبه.

## وصلات خارجية
- مقالات تستعمل روابط فنية بلا صلة مع ويكي بيانات
- عشماوي على موقع الدهليز
- عشماوي على موقع كاروهات